# Wimbledon Championships 1927
Die 47. Auflage der Wimbledon Championships fand 1927 auf dem Gelände des All England Lawn Tennis and Croquet Club an der Church Road statt. 
In diesem Jahr wurde in allen Wettbewerben eine Setzliste eingeführt, anhand derer die Turnierpläne aufgestellt wurden. Die Südafrikanerin Billie Tapscott löste einen Skandal aus, als sie auf einem Außenplatz ohne Strümpfe spielte. Zum ersten Mal übertrug das Radio der BBC Spiele des Turniers.

## Herreneinzel
Im Finale besiegte Henri Cochet seinen Landsmann Jean Borotra. Zum ersten Mal in der Geschichte von Wimbledon kam kein Viertelfinalist aus Großbritannien.

## Dameneinzel
Bei den Damen errang Helen Wills ihren ersten von acht Wimbledon-Einzeltiteln bis 1938. Sie besiegte im Finale die Spanierin Lilí Álvarez in zwei Sätzen.

## Herrendoppel
Im Herrendoppel siegten die US-Amerikaner Frank Hunter und Bill Tilden.

## Damendoppel
Im Damendoppel waren Helen Wills und Elizabeth Ryan erfolgreich.

## Mixed
Im Mixed-Finale besiegten Frank Hunter und Elizabeth Ryan die Vorjahressieger Leslie Godfree und Kathleen McKane Godfree.

## Quelle
- J. Barrett: Wimbledon: The Official History of the Championships. HarperCollins Publishers, London 2001, ISBN 0-00-711707-8.